# Dysphania siamensis
Dysphania siamensis är en fjärilsart som beskrevs av Max Joseph Bastelberger 1905. Dysphania siamensis ingår i släktet Dysphania och familjen mätare. Inga underarter finns listade i Catalogue of Life.